# Miltogramma punctata
Miltogramma punctata är en tvåvingeart som beskrevs av Johann Wilhelm Meigen 1824. Miltogramma punctata ingår i släktet Miltogramma och familjen köttflugor.
Artens utbredningsområde är Tyskland. Arten är reproducerande i Sverige. Inga underarter finns listade i Catalogue of Life.

## Bildgalleri

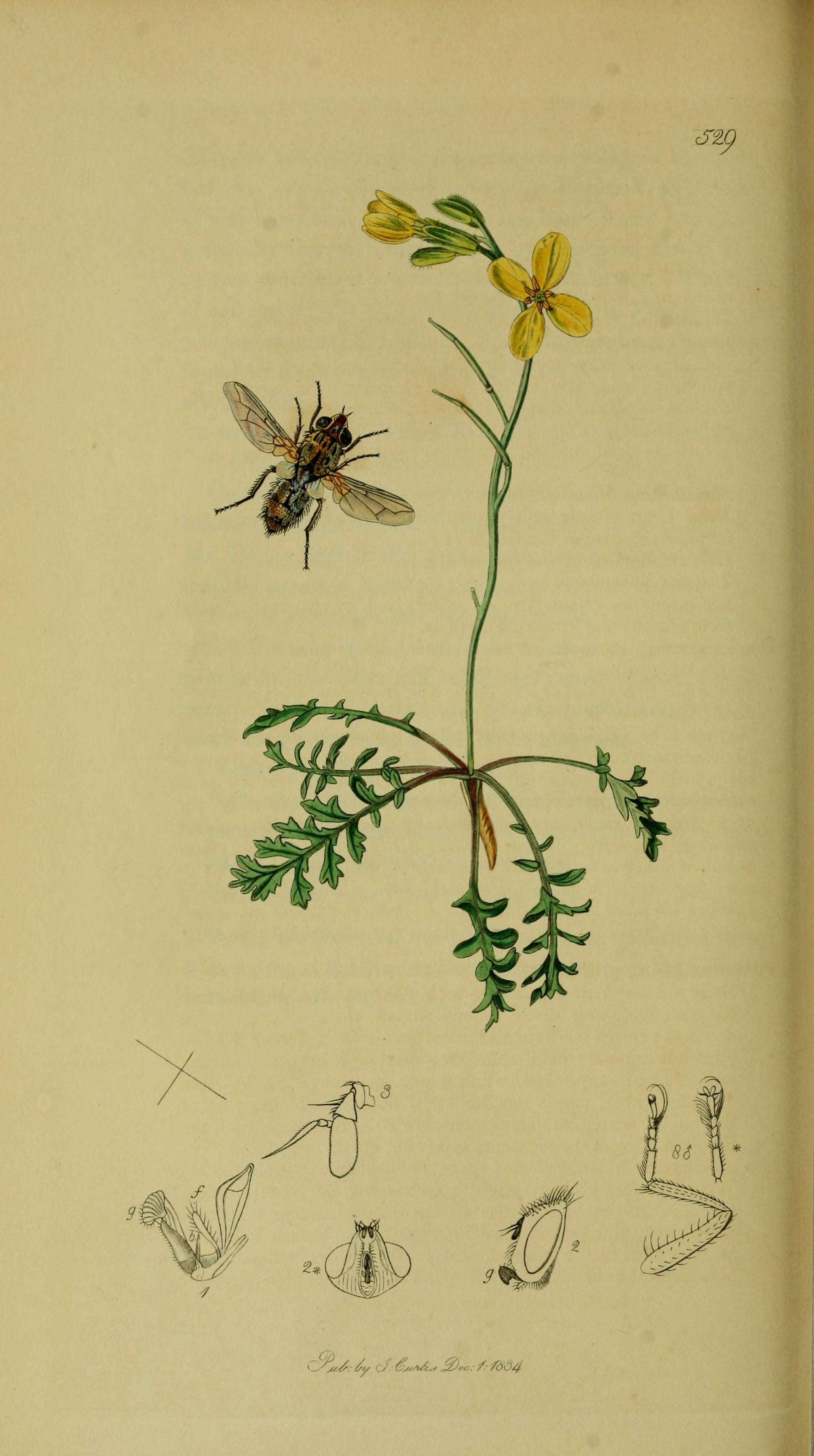
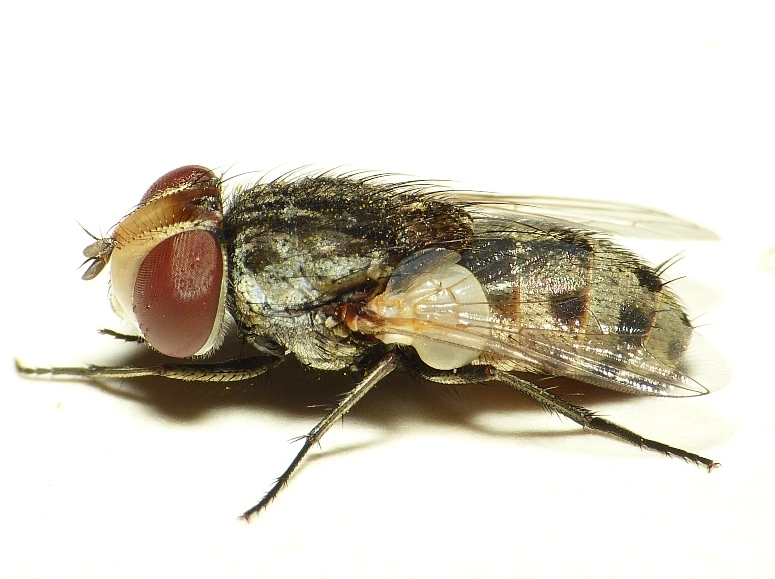